# Palma Jebel Ali
La Palma Jebel Ali (en inglés: Palm Jebel Ali; en árabe: نخلة جبل علي) es una isla artificial que se encuentra en el distrito de Jebel Ali en Dubái, Emiratos Árabes Unidos. Forma parte del archipiélago The Palm Islands.
Las obras se empezaron en 2002. Para el 2007 su diseño de arena estaba construido, y se aproxima que se terminaría a mediados del 2008, aunque a inicios de 2022 aún sigue sin terminarse. La construcción en la isla ha sido muy poca desde la crisis financiera de Dubái en 2009. Actualmente se encuentra vacía y parte de la isla se ha hundido debajo el agua.
Una vez que esté terminado, será rodeado por la Dubai Waterfront.

## Forma
Esta isla, al igual que la Palma Jumeirah, consistirá en un tronco, una corona con 17 ramas, y una isla circundante creciente (media luna), que formará un gran rompeolas.
El acceso desde el continente hacia la isla será a través de 3 puentes: uno desde el tronco, y uno en cada extremo de la creciente.
Será un 50% más grande que la Palma Jumeirah, contendrá 6 puertos deportivos y un parque temático acuático.
El tronco de la isla mide 2.4 kilómetros de longitud y 450 metros de ancho.

## Atracciones
La isla tendrá 4 parques temáticos, 8 hoteles de lujo, 6 marinas, y casas sobre el agua. 